# Air Freight NZ
Air Freight NZ är ett nyzeeländskt fraktflygbolag med säte i Auckland som flyger på uppdrag av Freightways Express. Huvudflygplatsen är Auckland International Airport med hubbar på Christchurch International Airport och Palmerston North International Airport.

## Historik
Bolaget började flyga i juli 1989 som den del av New Zealand Railways, det ägs nu till 100% av Freightways Express.

### Olyckor och incidenter
Den 31 juli 1989 störtade en Convair CV-580 vid start från Auckland International Airport. Samtliga tre ombord omkom .
Den 3 oktober 2003 störtade en Convair CV-580F på väg från Christchurch International Airport till Palmerston North International Airport tio kilometer norr om Paraparaumu. Båda två ombordvarande omkom .

## Flotta
Bolagets flotta består (mars 2007) av fyra Convair 580 och en Convair 5800.  